# Fremde Heere West
Die Abteilung Fremde Heere West (FHW) war eine Abteilung des Oberkommandos des Heeres (OKH) der Wehrmacht im Zweiten Weltkrieg, die 1938–1945 existierte. Die Aufgabe der Abteilung war es, die verfügbaren Informationen über feindliche Heere in ihrem Beobachtungsbereich auszuwerten und auf der Basis dieser Auswertungen weiterführende Feindlageanalysen und Prognosen über die operativen Planungen der alliierten Nationen anzufertigen.
Während sich die Schwesterabteilung Fremde Heere Ost (FHO) ab 1941 auf die Ostfront konzentrierte, fielen alle anderen Kriegsschauplätze der Wehrmacht in den Zuständigkeitsbereich der FHW. Die Abteilung bearbeitete den Westfeldzug (1940), den Afrikafeldzug (1941–1943), den Italienfeldzug (1943–1945) und die Westfront (1944–1945). Außerdem war die FHW für den Balkanfeldzug (1941) und den folgenden Partisanenkrieg (1941–1945) zuständig. Nach den deutschen Siegen in Westeuropa des Jahres 1940 war bis 1944 die Prognose alliierter Landungsoperationen in West- und Südeuropa eine wichtige Aufgabe der Abteilung, wobei es jedoch den Nachrichtendiensten der Alliierten immer wieder gelang, die FHW in die Irre zu führen. Die gegnerischen Armeen, auf die sich die Abteilung hauptsächlich konzentrierte, waren das britische Heer, die US-Armee, die Armeen des British Commonwealth sowie die Freien Franzosen. Die Abteilung stellte auch Druckerzeugnisse bereit, um die Kriegführung an den ihr zugeteilten Kriegsschauplätzen durch Taschenkarten für die Wehrmacht oder durch auf die alliierten Truppen ausgerichteten Soldaten zu unterstützen.

## Vorgeschichte
Die Abteilung Fremde Heere war in den Zeiträumen 1917–1919 sowie 1931–1938 innerhalb des Großen Generalstabs bzw. innerhalb des Truppenamts im Reichswehrministerium für die Analyse, Datenauswertung und Operationsprognose feindlicher und neutraler Armeen bzw. Staaten zuständig.:87 Im Zeitraum 1919–1931 gab es eine Abteilung Fremde Heere unter diesem Namen offiziell nicht, doch existierte innerhalb des Truppenamts unter den Tarnnamen „Statistische Abteilung“ bzw. „Heeresstatistische Abteilung“ sowie der internen Bezeichnung „Abteilung T 3“ eine Abteilung mit dem Auftrag zur Herstellung von Lagebildern und Absichtsprognosen von Drittstaaten weiter. Im Jahr 1930 wurde die Abteilung intern in drei Ländergruppen unterteilt, welche die Namen „Ost“, „Süd“ und „West“ trugen.:58ff.

### Ländergruppe West, 1930–1938
Im Zeitraum 1930–1938 existierte die Ländergruppe West innerhalb der Abteilung Fremde West.:58ff. Die Ländergruppe wurde zwischenzeitlich von Hans Speidel geleitet. Letzter „Chef West“ vor der Spaltung der Abteilung war Ulrich Liß,:60 der letztlich von Generalstabschef Franz Halder auch für die Abteilungsleitung nach der Spaltung der Abteilung in FHO und FHW ausgewählt wurde.

### Spaltung der Abteilung Fremde Heere, 1938
Im Jahr 1938 wurde die Abteilung Fremde Heere, die schon vorher intern in Unterabteilungen „West“ und „Ost“ separiert gewesen war, offiziell gespalten. Aus der Spaltung gingen die jetzt eigenständigen, separaten und jeweils vollwertigen Abteilungen Fremde Heere Ost sowie Fremde Heere West hervor, die jeweils als 12. und als 3. Generalstabsabteilung Teil des OKH wurden.:801 Der vorherige Leiter der geeinten Abteilung Fremde Heere, Kurt von Tippelskirch, wurde stattdessen auf den Dienstposten Oberquartiermeister IV versetzt, der u. a. für die Koordinierung zwischen FHO und FHW zuständig war.:61–63

## Aufbau und Struktur

### Neuaufstellung

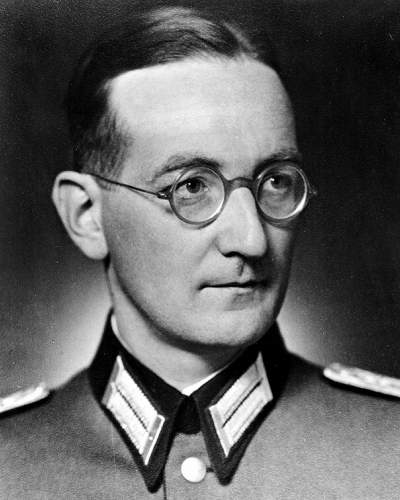
Alexis Freiherr von Roenne leitete zwischen März 1943 und Juli 1944 die Abteilung Fremde Heere West, bevor er wegen seiner Verstrickung in das Attentat vom 20. Juli 1944 verhaftet und hingerichtet wurde.

Ab der Zweiteilung der Abteilung Fremde Heere im Herbst 1938 stand die FHW unter der Aufsicht von Ulrich Liß, der vorher schon „Chef West“ der Abteilung Fremde Heere gewesen war.:60 Liß bekleidete diese Dienststellung von 1938 bis zum 1. März 1943.:26 Die Abteilung bestand zunächst aus 21 Offizieren.
Der Name Fremde Heere West blieb während des Krieges unverändert, jedoch gab es keine zentrale Abkürzung für die Institution, die in internen Dokumenten verschiedentlich als „FHW“, „Fr. H. West“, „Fr. Heere West“ und mit weiteren Abkürzungen bezeichnet wurde.:56

### Oberquartiermeister IV
Kurt von Tippelskirch, der letzte Leiter der gemeinsamen Abteilung Fremde Heere vor der Spaltung im Jahr 1938, war anschließend Oberquartiermeister IV geworden, um nicht zuletzt zwischen den Abteilungen FHO und FHW zu koordinieren. Der Oberquartiermeister IV war hierbei dem Heeresgeneralstabschef Franz Halder direkt unterstellt. Neben den Koordinierungsaufgaben für FHO und FHW war Tippelskirch darüber hinaus auch Vorgesetzter der Attachéabteilung und hatte damit militärdiplomatische Aufgaben wahrzunehmen. Ab Kriegsbeginn (September 1939) erstattete Tippelskirch in den täglichen Lagebesprechungen des Generalstabs des Heeres mündlich Bericht über die Arbeit der Abteilungen FHO und FHW an Franz Halder. Darüber hinaus legte er unregelmäßig schriftliche Berichte über die Arbeit der beiden Abteilungen vor. Da Tippelskirch jedoch den persönlichen Wunsch auf die Übernahme eines Kommandos entwickelte, wurde er zum Jahreswechsel 1940/41 als Oberquartiermeister IV abgelöst.:61–63
Tippelskirch wurde am 5. Januar 1941 durch Gerhard Matzky ersetzt, der diesen Posten bis November 1942 ausfüllte. Nachdem Franz Halder seinen Dienstposten als Generalstabschef verloren hatte, war Matzkys Verhältnis mit Halders Nachfolger Kurt Zeitzler schlecht. Da die Vorträge des Oberquartiermeisters IV von Zeitzler und auch von Adolf Hitler nicht mehr für notwendig erachtet wurden, wurde der Dienstposten des Oberquartiermeisters IV im November 1942 restlos gestrichen und einige der Aufgaben an den Chef der Attachéabteilung Horst von Mellenthin übertragen. Da zu den übertragenen Aufgaben jedoch nicht der Feindlagevortrag beim Generalstabschef und auch keine Koordinierung zwischen FHO und FHW gehörten, stellte dies die endgültige Trennung der beiden Abteilungen dar.:62f.

### Strukturveränderungen
Nach Beginn des Deutsch-Sowjetischen Krieges (Sommer 1941) nahm die Aufmerksamkeit der NS-Führung für alle Kriegsbereiche außerhalb der Ostfront stark ab, was etwa bei Oberquartiermeister IV Gerhard Matzky für persönliche Frustrationen sorgte. Außerdem kam es zwischen den Generalstabsabteilungen der Abteilung Fremde Heere und den Oberkommandos der militärischen Führung aufgrund der Neustrukturierung nach dem Angriff auf die Sowjetunion zu widersprüchlichen Überschneidungen: obwohl das Oberkommando des Heeres (OKH) sich ab Sommer 1941 hauptsächlich auf die Ostfront konzentrierte und die Koordinierungsaufgaben für alle anderen Fronten dem Oberkommando der Wehrmacht (OKW) überließ, blieb die FHW im Bereich des OKH. Zwar wurde FHW angewiesen, dem OKW zuzuarbeiten, doch hatten die OKW-Offiziere keine unmittelbare Befehlsgewalt über den Geschäftsbereich des OKH. Trotz diesen offensichtlichen Widerspruchs blieb die FHW jedoch weiterhin die 3. Generalstabsabteilung des OKH und wurde nicht dem OKW zugeordnet.:61–63 Deshalb befand sich das Hauptquartier der FHW auch beim OKH, das ab Sommer 1941 von einem Gelände in der Nähe von Angerburg aus den Krieg an der Ostfront leitete.:219
Am 1. März 1943 übernahm Alexis von Roenne die Führung der Abteilung FHW von Liß.:100 Roenne hatte vorher in der Abteilung Fremde Heere Ost das „Referat II Z“ geleitet.:109f.
Aufgrund der zunächst erfolgten Aufteilung der Zuständigkeitsbereiche zwischen FHW und FHO lag die Bearbeitung von Staaten wie Italien mit seinem Einfluss auf der Balkanhalbinsel zunächst im Ressort der Schwesterabteilung Fremde Heere Ost. Selbst die Vereinigten Staaten blieben Oktober 1942 im Zuständigkeitsbereich von FHO, bevor die USA in die Zuständigkeit der FHW transferiert wurden.:60 Dadurch war FHW bis Ende 1942 fast ausschließlich auf Westeuropa ausgerichtet.:455 Die bisherige „Gruppe III“ der FHO, die für die USA und den Pazifikraum zuständig gewesen war, wurde im Oktober 1942 zur „Gruppe V“ von FHW; Quartier der Gruppe V war bis kurz vor Kriegsende Zossen. Neben den USA wurden auch andere Staaten Nord- und Südamerikas, etwa das seit 1942 am Krieg beteiligte Brasilien, dem Zuständigkeitsbereich der neuen Gruppe V zugeordnet.:110
Nachdem Alexis von Roenne wegen seiner Mitwisserschaft am Attentat vom 20. Juli 1944 verhaftet und später hingerichtet wurde,:165 wurde Wilhelm Bürklin sein Nachfolger.

## Operationsgeschichte

### Kriegsvorbereitungen (1938–1939)
In der Analyse der Stärken und Schwächen der möglichen Kriegsgegner im Westen waren besonders die Französischen Streitkräfte ein Hauptaugenmerk der FHW. Die Abteilung sammelte verfügbare Daten über die französischen Verteidigungsstellungen im Grenzgebiet (Maginot-Linie), bewertete die einzelnen Festungen, analysierte die Möglichkeiten französischer Gegenangriffe (die der Abteilung aus der Maginot-Linie heraus als unwahrscheinlich galten) und wies auf die Möglichkeit hin, die Abwehrlinie durch einen Vorstoß durch die Ardennen zu umgehen.
Ähnlich wie im Fall der Septemberverschwörung des Jahres 1938 im Umfeld des Abwehroffiziers Hans Oster gab es innerhalb der FHW im Sommer 1939 ebenfalls einige Offiziere, die einen Krieg gegen die Westmächte für nicht gewinnbar hielten und deshalb entweder die NS-Regierung destabilisieren oder sie zumindest vom Kriegskurs abbringen wollten. Gerhard Graf von Schwerin, der innerhalb der FHW die Gruppe „USA/England“ leitete, besuchte im Juni 1939 das Foreign Office und forderte eine Reihe von Schritten (Verlegung von Jagdgeschwadern nach Frankreich, Bündnis mit der Sowjetunion, Ministerposten für Winston Churchill), welche die Chamberlain-Regierung unternehmen sollte, um Deutschland den britischen Beistand für Polen zu demonstrieren und damit einen deutschen Angriff auf Polen weniger wahrscheinlich zu machen.:820f.
Als im Frühjahr 1940 innerhalb der Wehrmachtsführung Streit über die beste Vorgehensweise gegen Frankreich herrschte, verbürgte sich FHW-Chef Liß für ein Vorgehen, welches die französische Armee nach Belgien locken und dann durch einen deutschen Vorstoß entlang der französischen Grenze zum Ärmelkanal einkreisen sollte (Sichelschnittplan). Nach Liß' Einschätzungen würde sich die Bürokratie und die Ausrüstung der französischen Armee als zu schwerfällig erweisen, um schnelle Gegenmaßnahmen zu treffen. Besonders negativ bewertete die FHW die Aufhängung der französischen Panzerverbände innerhalb der Infanteriedivisionen und die Mängel der französischen Flugabwehr.

### Westfeldzug (1940)
Die Abteilung Fremde Heere West unterstützte bei der Vorbereitung des Westfeldzugs. Nach dem Mechelen-Zwischenfall (10. Januar 1940), in welchem der Absturz zweier deutscher Offiziere mit Geheimpapieren über dem neutralen Belgien eine große Truppenbewegung der britischen und französischen Armeen in Nordfrankreich ausgelöst hatte, hatte die deutsche Feindaufklärung Kenntnis der westalliierten Abwehrpläne in den Beneluxstaaten.:102f.
Die grobe Gliederung der alliierten Armeen war den deutschen Feindaufklärung jetzt ebenso bekannt wie die Tatsache, dass die Alliierten die Dyle-Linie als Hauptverteidigungslinie gegen die Deutschen nutzen wollten.:102f. An den Kriegsspielen für den Westfeldzug nahm auch FHW-Chef Liß teil und spielte sogar den Part des französischen Oberbefehlshabers Maurice Gamelin. Liß war der Meinung, dass die Alliierten ihren Schwerpunkt in den Beneluxstaaten platzieren und die Ardennen nur schwach verteidigen würden. Damit schloss er sich den Einschätzungen von Erich von Manstein und Adolf Hitler an.:26 Der US-amerikanische Historiker Ernest R. May kommentierte Liß' Beitrag zur Konzeption des deutschen Angriffs in Westeuropa mit der Bemerkung: „Soweit ich weiß, hatte kein anderer Geheimdienstanalyst der Weltgeschichte jemals einen vergleichbaren Einfluss auf ein Ereignis.“
Nachdem der Westfeldzug mit dem deutschen Großangriff am 10. Mai 1940 begann, beobachteten die deutschen Feindaufklärer die Verbände der Westalliierten, um frühzeitig Anzeichen möglicher Gegenangriffe zu erkennen. Stattdessen erwies sich besonders die Führung des französischen Heeres aus Sicht der FHW als vollständig paralysiert. Der befürchtete schnelle Gegenstoß an der Südflanke des deutschen Angriffskeils blieb aus.:322f.
Nach dem erfolgreichen Westfeldzug war der FHW-Chef Ulrich Liß an den nie umgesetzten Überlegungen beteiligt, die neutrale Schweiz zu besetzen (Unternehmen Tannenbaum).:309

### Nordeuropa (1940–45)
Nachdem deutsche Truppen im Unternehmen Weserübung (April 1940) die neutralen Staaten Dänemark und Norwegen angegriffen und bis Juni 1940 erobert hatten, gab es in der deutschen Führung Sorge, dass Skandinavien das Ziel einer westalliierten Landungsoperation werden könnte. Diese Befürchtung wurde im Lauf der Jahre sogar stärker, zumal die Alliierten in Täuschungsoperationen immer wieder vortäuschten, dass Norwegen oder auch das neutrale Schweden tatsächlich ein Angriffsziel einer zukünftigen Landung sein könnten.:453–458

Zu den alliierten Täuschungsoperationen, die darauf abzielten, die Aufmerksamkeit der Deutschen auf Skandinavien zu lenken, gehörten Operation Fortitude North und Operation Royal Flush. Außerdem führten die Briten Kommandooperationen in Skandinavien aus, von denen Operation Archery die bekannteste war. In der NS-Führung hinterließen die alliierten Aktivitäten in Norwegen Eindruck; die deutsche Truppenstärke in Norwegen wurde auf Hitlers Befehl im Jahr 1942 stufenweise von 150.000 auf 250.000 erhöht. FHW-Chef Roenne gehörte hierbei jedoch zu den Gegnern einer solchen Kräfteverstärkung; die FHW hatte im Angesicht der Truppenkonzentrationen in Südengland (von denen viele Einheiten fiktiv waren) Schwierigkeiten zu glauben, dass die Truppenkonzentrationen in Schottland (von denen die meisten Einheiten fiktiv waren) eine Invasion in Norwegen bedeuten könnten. Als die alliierten Fernmeldeverbände die Bewegung des fiktiven II. Korps von Schottland nach Südengland simulierten, sah sich das OKW in dieser Version der Geschichte bestätigt. Das OKW und die FHW konnte jedoch die NS-Führung nicht von der geringeren Wichtigkeit Nordeuropas überzeugen; noch im Mai 1944 wurden die 89. Infanterie-Division und 363. Infanterie-Division nach Norwegen bzw. Dänemark verlegt, um die Verteidigung gegen eine befürchtete alliierte Landung zu verstärken. 

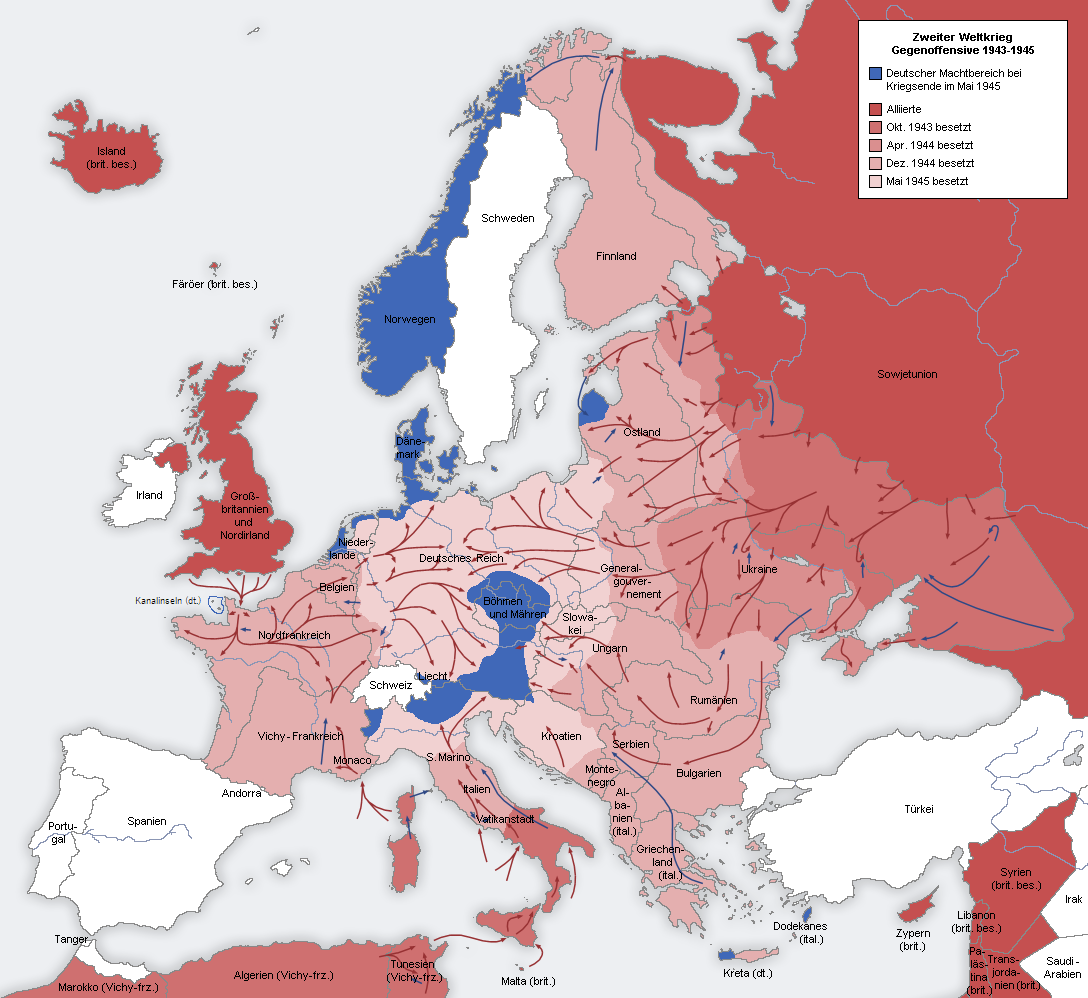
Alliierte Geländegewinne in Europa, 1943–1945

### Landungsvorbereitungen in Westeuropa (1941–44)
Nachdem die Aufmerksamkeit der deutschen politischen und militärischen Führung sich ab 1941 auf die Ostfront als Hauptkriegsschauplatz verlagert hatte, war FHW bis 1944 nicht zuletzt damit beschäftigt, die Befähigung der Westalliierten zu Kommando- und Landungsoperationen zu bewerten und vor entsprechenden Risiken zu warnen.:426–428
Der Kriegseintritt der Vereinigten Staaten (Dezember 1941) stellte die FHW auch vor die Frage nach der angloamerikanischen Schwerpunktbildung zwischen Deutschland und Japan. Während ein FHW-Vortrag beim Wehrmachtsführungsstab am 14. Dezember 1941 die Wahrscheinlichkeit einer Kriegführung der Westalliierten auf beiden Ozeanen gleichzeitig noch bezweifelt und Hoffnungen auf einen amerikanischen Pazifikfokus geäußert hatte, korrigierte die Abteilung diese Voraussage bereits spätestens im Februar 1942 und schlussfolgerte, „es sei durchaus möglich und wahrscheinlich, daß die britisch-amerikanische Führung neben einer Verstärkung ihrer Stellung in Ostasien am Schwerpunkt gegen Deutschland/Italien festhält.“:102 Am 30. März 1942 bewertete die FHW die japanischen Fortschritte gegen das britische Weltreich (Malayafeldzug, Burmafeldzug) als nicht ausreichend, um eine kritische Bedrohung für Britisch-Indien darzustellen, wodurch die Gefahr einer angloamerikanischen Operation in Westeuropa weiterhin existiere.:110

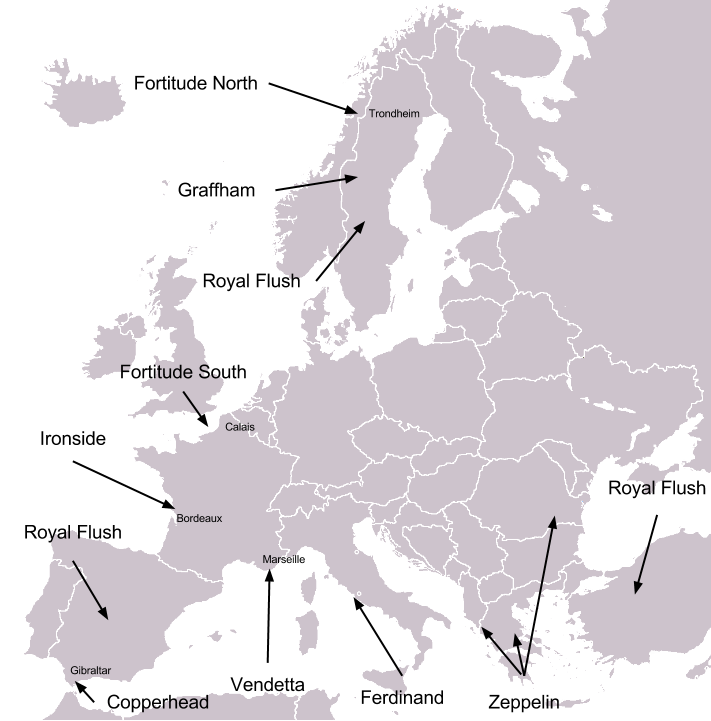
Die Alliierten verschleierten ihre Invasionspläne mit zahlreichen Täuschungsoperationen, mit deren Beobachtung und Auswertung sich FHW befasste.

Nachdem die Wehrmacht zum Jahreswechsel 1941/42 an der Ostfront unter starken Druck geraten war, galt die Eröffnung einer zweiten Front durch die Westalliierten der deutschen Seite als eine große Gefahr.:117 Bereits im März 1942 identifizierten die Offiziere von FHW ausreichend starke Großverbände im südlichen Großbritannien, die temporäre Landungsunternehmen zur Zerstörung küstennaher deutscher Anlagen durchführen könnten. Solche Landungen gab es im Verlauf des Jahres 1942 tatsächlich, da mit der Operation Chariot (28. März 1942) ein Angriff auf Saint-Nazaire ausgeführt wurde, bevor mit der Operation Jubilee (19. August 1942) ein noch größerer Angriff auf Dieppe erfolgte. Zwischen 1942 und 1944 entstanden hunderte Dokumente der deutschen Feindaufklärung im besetzten Westeuropa, die verschiedene Szenarien einer großen Landungsoperation der Westalliierten bearbeiteten. FHW und Abwehr beklagten mangelnde nachrichtendienstliche Kooperation bei der Feststellung alliierter Operationszielsetzungen. Auch wurde in Betracht gezogen, ob die Alliierten im Zuge eines Angriffs auf Westeuropa mehrere Landungen gleichzeitig ausführen könnten. Im Juli 1943 gab FHW die Einschätzung ab, dass die in Südengland zusammengezogenen alliierten Großverbände im Verlauf des Jahres 1944 zu einer großangelegten Landung in der Lage sein würden.:426–428 Hierbei überschätzte die FHW die Kampfkraft der Westalliierten erheblich; zwischen Ende 1942 und Anfang 1944 wurde die deutsche Feindaufklärung regelmäßig von alliierten Täuschungsoperation wie der Operation Cascade in die Irre geführt, weshalb fiktive alliierte Großverbände in die deutschen Feindlageschätzung aufgenommen wurden.:226f. Die alliierte Operation Quicksilver wurde den Deutschen durch den vermeintlichen FHW-Spitzel und Doppelagenten Roman Czerniawski, den die Briten als Teil ihres Double Cross System einsetzten, als verlässliche Information verkauft.:78
Zwischen Mai und Dezember 1943 meldete FHW weiter die steigenden Kapazitäten der Alliierten zum gleichzeitigen Seetransport mehrerer Divisionen und zur Eskorte der Landungsflotte mit vielen Kriegsschiffen. FHW vermutete die Hauptbedrohung einer Invasion in Frankreich, wobei Landungen sowohl an der Nord- als auch an der Südküste, sowohl separat als auch simultan, als Möglichkeiten in Betracht gezogen wurden. Hitler stimmte dieser Analyse teilweise zu und ließ etwa die deutschen Verteidigungsvorbereitungen auf der Cotentin-Halbinsel verstärken, bestand aber auch darauf, dass eine alliierte Landung im deutsch besetzten Norwegen nach wie vor eine große militärische Gefahr darstelle. Am 27. Dezember 1943 gab Hitler eine Weisung aus, dass ab Februar 1944 jederzeit mit einer Landung der Westalliierten zu rechnen sei.:453–458 Am 20. April und erneut am 13. Mai 1944 nannte die FHW, durch alliierte Täuschungsoperationen in die Irre geführt, das Pas-de-Calais als wahrscheinlichstes Hauptziel einer alliierten Landung in Nordfrankreich.:59f. Im Mai 1944 glaubte das FHW außerdem, das Risiko einer alliierten Landung im bisher neutralen franquistischen Spanien erkannt zu haben, weshalb deutsche Truppen in Südfrankreich in großer Eile die Grenzbefestigungen in den Pyrenäen verstärken mussten.:38
Neben dem Ort und Zeitpunkt möglicher Landungsoperationen beobachtete die FHW auch die Moral der deutschen Besatzungsmacht. Die Geheime Feldpolizei prüfte stichprobenartig die deutschen Großverbände in Westeuropa auf Anzeichen des Defätismus, so etwa die 77. Infanterie-Division. FHW-Chef Roenne tauschte sich im Februar 1944 im Briefwechsel mit Wilhelm Meyer-Detring über eine besorgniserregende Gleichgültigkeit der deutschen Truppen gegenüber einer möglichen westalliierten Invasion aus; die Gesamtkriegslage und besonders die Rückschläge an der Ostfront lösten bei den deutschen Soldaten im Westen beträchtliche Zukunftsängste aus.:107

### Nordafrika und Mittlerer Osten (1941–1943)

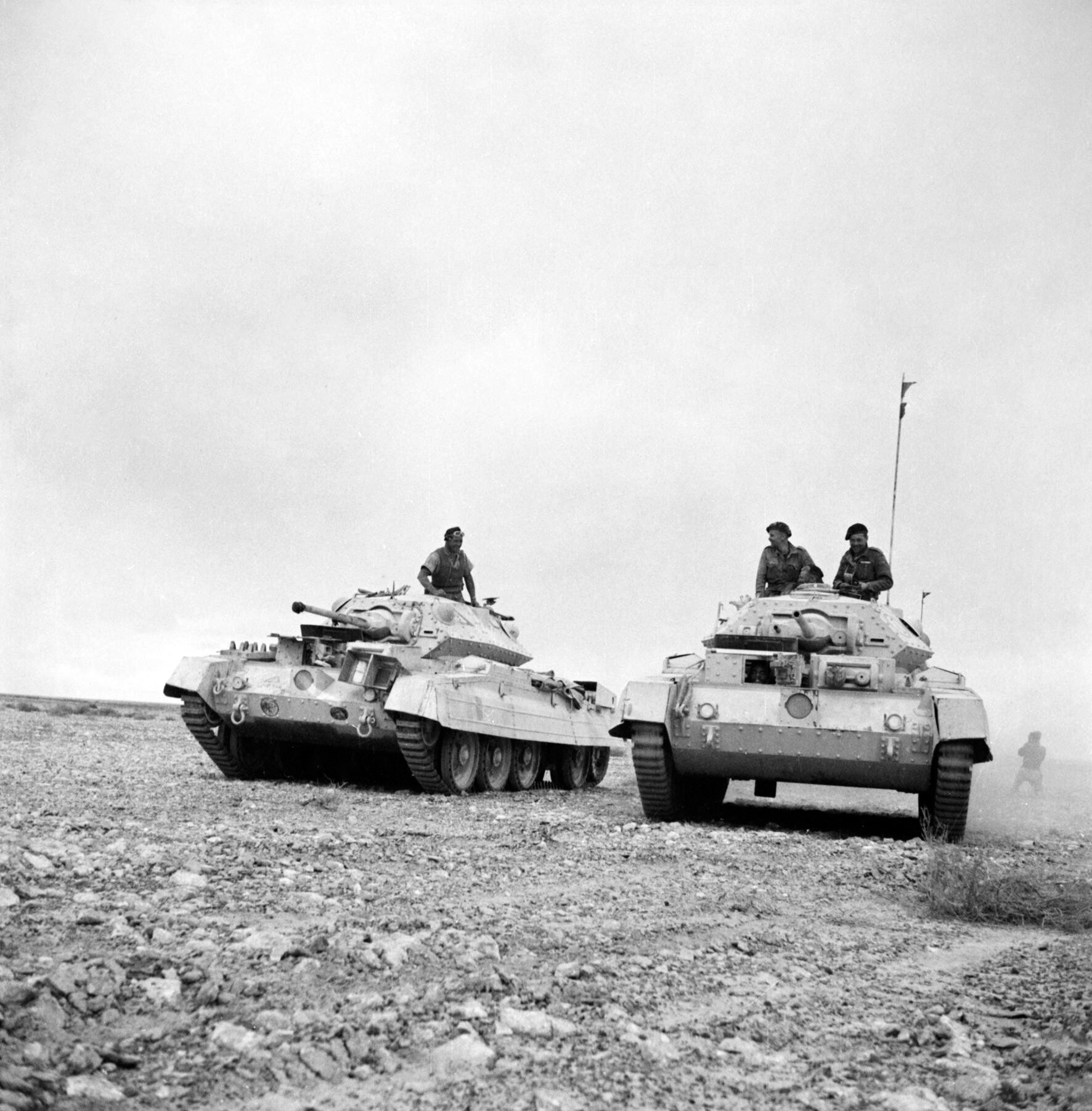
Im Afrikafeldzug gewann die FHW einen positiven Gesamteindruck vom Kampfwert der britischen Truppen.

Die FHW war für die Bearbeitung und Analyse des Afrikafeldzugs zuständig und erhielt tägliche Berichte von der Panzergruppe/-armee Afrika.:572
Hermann Meyer-Ricks, Major der FHW,:886 unterstützte den Diplomaten Rudolf Rahn 1941 in seiner Mission in Syrien, damals Teil eines französischen Mandatsgebiets, um dort arabische Verbündete und Sympathisanten für die Achsenmächte zu gewinnen. Nach dem britischen Sieg im Anglo-Irakischen Krieg (Mai 1941) musste die Mission schließlich abgebrochen werden.
Am 20. Oktober 1942 besuchte FHW-Chef Ulrich Liß die Panzerarmee Afrika, wo er die Gefahr einer baldigen britischen Großoffensive herunterspielte. Eine solche Offensive erfolgte drei Tage später, als die Zweite Schlacht von El Alamein begann. Die Fehleinschätzung der FHW liegt daran, dass die Abteilung die Vorbereitungen der alliierten Marinen für Operation Torch mit Vorbereitungen für eine Offensive in Ägypten verwechselt hatte. Daraus folgerte die Abteilung, dass der Angriff in Ägypten erst erfolgen würde, sobald der Nachschub in den ägyptischen Seehäfen angekommen war, und legte den Angriffsbeginn auf Anfang November. Stattdessen erfolgte der Angriff in Ägypten am 23. Oktober, während die Operation Torch in Nordwestafrika tatsächlich erst im November begann.:694f.
Der Feldzug ging am 13. Mai 1943 mit der endgültigen deutsch-italienischen Niederlage im Tunesienfeldzug zu Ende. In einem rückblickenden Resümee analysierte die FHW, dass die höhere Führung der Britischen Armee übermäßig vorsichtig und defensiv vorgegangen sei und sich stets zuerst absoluter materieller Überlegenheit versichert habe, anstatt opportune Momente für schnelle bewegliche Kriegführung auszunutzen. Die britischen Truppen wurden hingegen als „hart und zäh“ charakterisiert, die sich ihren deutschen Gegnern über weite Teile des Feldzugs in Nordafrika als ebenbürtig erwiesen hätten. Bei der FHW fanden sowohl Disziplin als auch körperliche Verfassung der britischen Truppen Anerkennung. Die Befragung britischer Kriegsgefangener hatte nach der Einschätzung der FHW das Bild einer entschlossenen Truppe ergeben, die ihren Kampf als absolut notwendig erachteten und bereit waren, den Krieg bis zum Sieg der Alliierten weiterzuführen. Auch die Soldaten der an Großbritanniens Seite kämpfenden Commonwealth-Staaten wurde generell positiv bewertet, wobei die kanadische Armee bei der FHW den besten Eindruck gemacht hatte. Die neuseeländischen und australischen Truppen hatten auch ein positives Bild hinterlassen; lediglich den Truppen aus Südafrika wurde von der FHW nachgesagt, dass sie sich wesentlich schwächer mit dem Krieg identifizierten als ihre Commonwealth-Kameraden.:131f. Der erste deutsche Feindkontakt mit der US-Armee, die ab November 1942 auf dem nordafrikanischen Kriegsschauplatz auftauchte (Operation Torch), schien hingegen alte antiamerikanische Ressentiments zu bestätigen, die sich darüber hinaus mit nationalsozialistischer Rasseideologie vermischte. In einem internen Dokument analysierte die FHW, dass nicht zuletzt „die betont materialistische Lebensauffassung weiter Kreise des amerikanischen Volkes“ dazu führe, dass die amerikanische Bevölkerung „von sich aus nicht die Voraussetzungen, die einem soldatischen Volk eigen sind,“ mitbrächte. In der Rückschau vom 13. Mai 1943 folgerte die FHW, dass amerikanische Erfolge in Nordafrika nur durch materielle Überlegenheit zu begründen seien.:132f.
Nachdem die Achsenmächte aus Afrika und dem Mittleren Osten endgültig verdrängt worden waren, setzte FHW nichtsdestotrotz die Funk-, Presse- und Fernmeldeaufklärung in der Gegend fort, um alliierte Landungen im Mittelmeerraum zu beobachten. Hierbei war es den Alliierten möglich, die FHW über ihre tatsächliche Stärke und Aufstellung zu täuschen (siehe unten).:98

### Balkanfeldzug (1941–1945)
Im Dokument „Zusammenfassender Überblick Südost“ vom 31. Juli 1943 warnte die FHW vor dem Hintergrund der härter werdenden Partisanenkämpfe in Jugoslawien, dass eine völlige Befriedung des Landes nicht mehr zu erreichen sei und dass Jugoslawiens kommunistische Partisanen einen „erheblichen militärischen Machtfaktor“ darstellten. In einem Folgedokument aus der gleichen Serie am 15. April 1944 schätzte die FHW die Stärke der kommunistischen Partisanenbewegung auf 80.000–100.000.:161f.

### Landungsvorbereitungen in Südeuropa (1942–44)
Zum Jahreswechsel 1942/43, als sich die deutsche Niederlage im Afrikafeldzug abzeichnete,:121 gab Alfred Jodl eine „Denkschrift des Wehrmachtsführungsstabes über die strategische Lage“ (10. Dezember 1942) aus,:100–107 denen zufolge nach einem alliierten Sieg in Nordafrika eine Landung in Griechenland zu erwarten sei.:121 Dieser Voraussage widersprachen die Analysen der FHW in einer Studie vom 3. Dezember 1942, die unter dem Titel „Britisch-amerikanische Operationsmöglichkeiten im Mittelmeerraum und Mittleren Osten“ auch Italien als wahrscheinliches Invasionsziel nannte.:98 Die Abteilung hielt sich aber mit einer endgültigen Prognose zurück, weshalb sich die deutsche Aufmerksamkeit noch im Frühjahr 1943 auf den Balkan richtete.:121
Am 9. Mai 1943 gab die FHW ein Rundschreiben über ein vermeintliches Geheimdokument aus, mit welchem die Alliierten die Achsenmächte im Zuge der Täuschungsaktion Operation Mincemeat (30. April 1943) in die Irre führten. Darin wurde die alliierte Legende, dass Griechenland das Hauptziel und die Angriffsvorbereitungen gegen Sizilien ein Ablenkungsmanöver seien, in der Wehrmacht weiter verbreitet.:61 Dazu kamen Beobachtungsdaten aus Nordafrika, denen zufolge große alliierte Landungsvorbereitungen in Ägypten vonstattengingen. Die Briten hatten zu diesem Zweck drei Armeeoberkommandos in Ägypten platziert (Operation Zeppelin), die jedoch in der Realität zur minimale Verbände unter sich hatten. Stattdessen waren Täuschungsbataillone der britischen Fernmeldetruppe wochenlang damit beschäftigt, den Nachrichtenverkehr drei echter Armeen zu simulieren und sich gegenseitig Nachrichten zu senden, damit die Deutschen diese abfangen und auswerten konnten. Es war der FHW nicht möglich, die Täuschung zu identifizieren, weswegen die Legende einer alliierten Landung in Griechenland noch glaubhafter wurde.:98
Im Sommer 1943 begannen die Westalliierten zunächst mit ihrem Angriff auf Sizilien (Operation Husky) und danach auf Italien (Operationen Baytown, Slapstick, Avalanche), wodurch der Italienfeldzug (1943–1945) begann. FHW studierte diese Landungsoperationen in Hinsicht auf ihren Ablauf und die eingesetzten Waffensysteme (Bomber, Schiffsartillerie, Kampfpanzer), um den Ablauf eines möglichen alliierten Angriffs über den Ärmelkanal gegen Westeuropa vorauszusagen.:455

### Italienfeldzug (1943–1945)

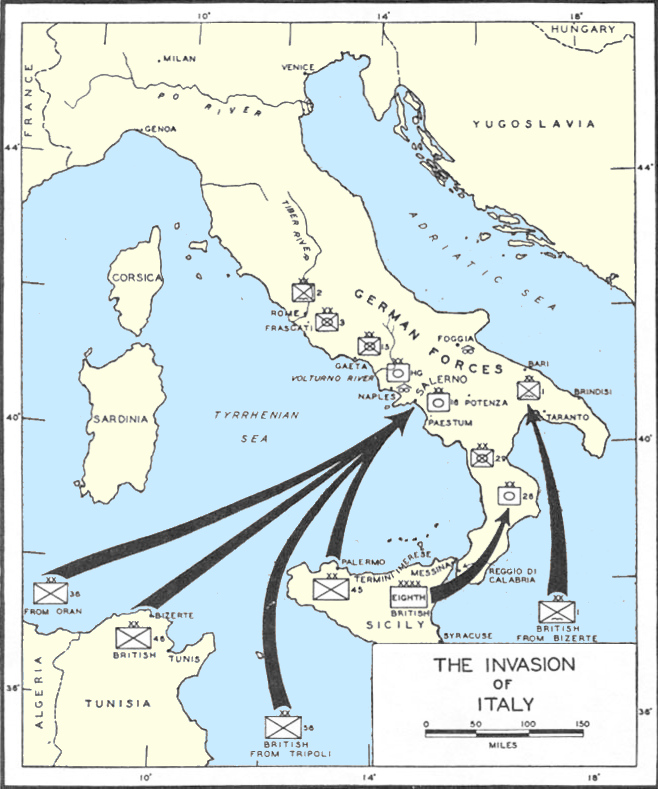
Der Italienfeldzug fiel in den Zuständigkeitsbereich der FHW.

Der Italienfeldzug, der ab September 1943 auf dem italienischen Festland geführt wurde, fiel in den Aufgabenbereich der FHW. Hier bestätigte sich das positive Bild, welches die Abteilung von den britischen Soldaten gewonnen hatte, auch wenn die FHW zeitweise zu erkennen glaubte, dass die britische Führung mit Vorliebe die Soldaten des Commonwealth einsetze (z. B.: Schlachten am Monte Cassino), um eigene Verluste zu vermeiden.:131–135
Auch die US-Amerikaner, die in den Berichten aus der Jahresmitte 1943 noch sehr negativ bewertet worden waren, bekamen in den Lageanalysen der FHW jetzt mehr Respekt gezollt. Besonders in der Verteidigung hätten sich die US-amerikanischen Infanteristen nach Einschätzung der deutschen Feindaufklärer als gute Einzelkämpfer bewiesen. Trotzdem glaubte FHW-Chef Roenne, dass die amerikanischen Truppen ideologisch weniger gefestigt und damit beeinflussbarer seien als ihre britischen Verbündeten, und empfahl daher eine starke propagandistische Einwirkung auf die amerikanischen Teile der westalliierten Streitkräfte. Als besonders kampfstark betrachtete die deutsche Feindaufklärung die Truppen des Freien Frankreichs, die auch von Hitler selbst als die besten westalliierten Truppen in Italien bezeichnet wurden. Die französischen Kolonialtruppen, zunächst aus rasseideologischen Gründen als schwächliche Verbände betrachtet, erkämpften sich in Italien die Anerkennung der deutschen Feindaufklärer und wurden fortan gesondert beobachtet.:131–135

### Westfront (1944–45)

#### 1944

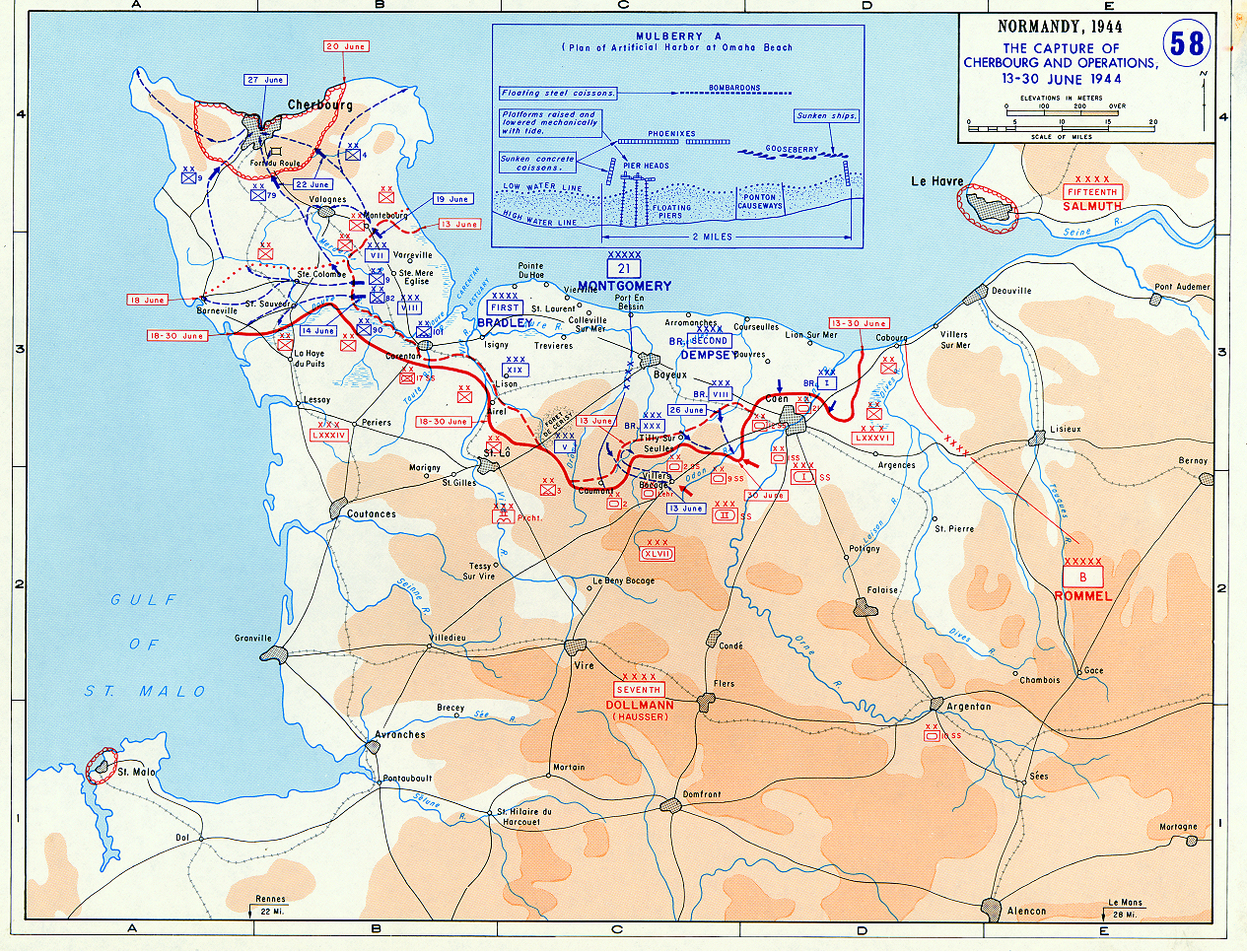
Nachdem am 6. Juni 1944 die Westfront wieder eröffnet wurde, wurde sie zum wichtigsten Kriegsschauplatz für die FHW.

Mit der Landung der Westalliierten in Nordfrankreich (Operation Overlord, ab 6. Juni 1944) wurde die neue Westfront zum wichtigsten Betrachtungspunkt der FHW. Wiederum wurde die Zusammensetzung, Ausrüstung, Aufstellung und Kampfmoral der alliierten Truppen, auch im Vergleich der verschiedenen Nationen zueinander, ein wichtiger Betrachtungspunkt. Es entstand durch zahlreiche Berichte der deutschen Frontverbände ein differenziertes Bild, in welchem die Luftlandeverbände der Westalliierten mit Abstand als der gefährlichste Gegner an der Westfront galten. Sowohl die britische als auch die amerikanische Linieninfanterie war weniger gefürchtet und wurde besonders von der Waffen-SS in internen Berichten verspottet; die 12. SS-Panzer-Division kritisierte die britische Infanterie für mangelnde „innere Bereitschaft und Härte zum Kampf“, während die 17. SS-Panzergrenadier-Division den Kampfgeist der Amerikaner als „schlecht“ bewertete. Die Berichte der Infanteriedivisionen der Wehrmacht tendierten hingegen eher dazu, die Qualität ihrer alliierten Konterparts anzuerkennen; die 243. Infanterie-Division lobte die hohe Verbissenheit der Amerikaner, während die 346. Infanterie-Division die gute Tarnung britischer Heckenschützen herausstrich. Erstmals tauchten auch Berichte, etwa von Oberstleutnant Erich Helmdach im Stab der 7. Armee, auf, welche die amerikanischen Truppen im Kampfwert besser einschätzten als ihre britischen Verbündeten. Im Zuge der Operation Dragoon (August 1944), der Landung in Südfrankreich, erschien auch die 1. französische Armee auf dem westlichen Kriegsschauplatz. Wie bereits in Nordafrika und Italien hatten die erfahrenen gaullistischen Truppen einen vergleichsweise guten Ruf bei den Deutschen. In einem Bericht der 19. Armee vom 31. Dezember 1944 wurde die Motivation der Franzosen, die für die Befreiung ihres Heimatlandes kämpften, positiv mit der vermeintlich niederen materialistischen Philosophie der US-Amerikaner verglichen.:134
Die FHW koordinierte auch Propagandaeinsätze an der Westfront, wobei wie bereits in Italien die US-Amerikaner als beeinflussbarstes Ziel solcher Aktionen galten. Deutsche Flugblätter, mitunter mit antikommunistischen und antijüdischen Inhalten („Was genau wollt ihr in Europa? [...] Für Stalin – und Israel – sterben?“), wurden über amerikanischen Linien abgeworfen, erzielten aber keinen spürbar zersetzenden Effekt bei der Kampfmoral des Gegners. Erst im Juli 1944, also mehrere Wochen nach der Invasion, meldete die Panzergruppe West erstmals einen einzelnen Überläufer zu den Deutschen. Die 1. kanadische Armee meldete in ihrem Counter Intelligence Report No. 5 für Juli und August 1944, dass die kanadischen Soldaten die deutschen Flugblattabwürfe sogar als „Objekt der Belustigung“ betrachteten und sich gegenseitig zur Erheiterung die deutsche Propaganda vorlasen.:133f.
Das Attentat des 20. Juli 1944 brachte FHW politisch in Misskredit, da FHW-Chef Roenne zu den Mitwissern gehörte.:216f. Er wurde später wegen seiner Verstrickung in die Verschwörung hingerichtet.:165 Die Leitung der FHW übernahm Wilhelm Bürklin.
Am 30. August 1944 musste FHW auf Befehl von Generalstabschef Heinz Guderian vom 28. August die Zuständigkeit für die Balkanstaaten Rumänien, Bulgarien, Ungarn und Slowakei an FHO abgeben, weil die Gebietsverluste der Achsenmächte an der Ostfront diese Staaten in unmittelbares Kriegsgebiet zu verwandeln drohten.:107f.
Die FHW versuchte ab September 1944, den Kampfwert des für die Verteidigung deutschen Reichsgebiets neu gegründeten Volkssturms zu bewerten. Hierbei kam die Abteilung nach Befragungen alliierter Kriegsgefangener zu einem sehr negativen Urteil, da die Alliierten vor den schlecht ausgebildeten deutschen Volkssturmmännern keinen Respekt hätten und ihnen die Treffgenauigkeit und Sicherheit im Umgang mit den Handwaffen absprächen.:503

#### 1945

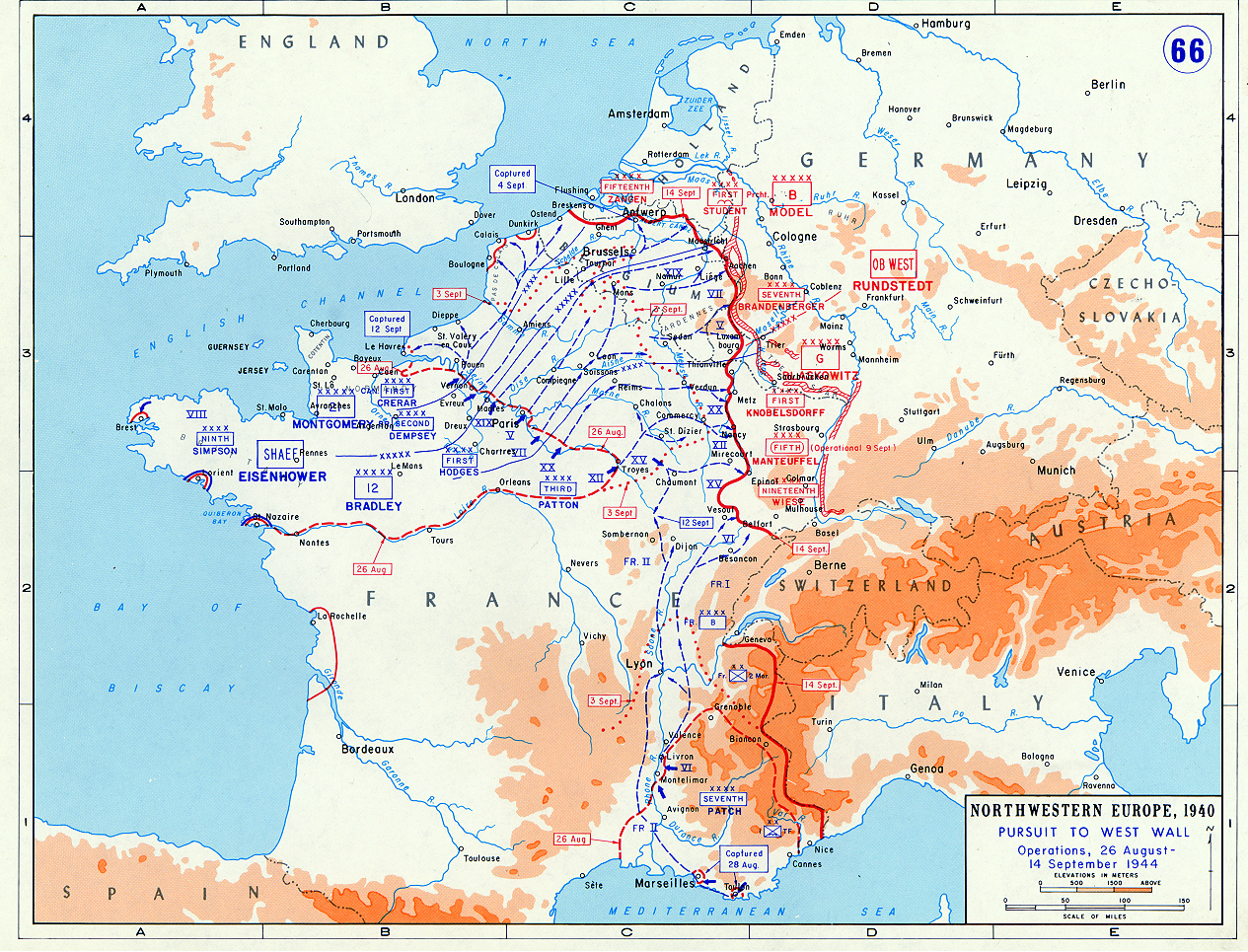
Westfront, August/September 1944

Zum Jahreswechsel 1944/45 schätzten die FHW die westalliierten Kräfte auf 51 US-, 22 Commonwealth- und 8 französische Divisionen. Drei weitere westalliierte Divisionen seien bereits im Anmarsch. Darüber hinaus sei es realistisch, bis zum 1. Mai 1945 mit Neuaufstellungen von bis zu 18 amerikanischen, sechs bis acht britischen und sechs französischen Divisionen zu rechnen. Dazu käme die Gefahr, dass bis zu sieben britische Reservedivisionen auf den Kontinent verlegt werden könnten. Insgesamt würde die alliierte Truppenstärke bis Mai 1945 von etwa 79 auf etwa 108 bis 113 Divisionen an der Westfront anwachsen. All diese Schätzungen waren im Großen und Ganzen zutreffend. Die FHW vermutete einen baldigen US-amerikanischen Hauptstoß ostwärts von Aachen (Operation Grenade) und sah einen bevorstehenden Angriff der französischen Truppen auf die 19. Armee am Oberrhein (Brückenkopf Elsass) als gesichert an.:293–301
Die Kampfweise der Westalliierten analysierte die FHW ebenfalls; besonders die US-Amerikaner, deren Kontingent mit Abstand das größte der westalliierten Armeen war, zeichneten sich in der Analyse der deutschen Feindaufklärer durch eine Kriegführung aus, die auf eine massive konzentrierte Feuerüberlegenheit von Artillerie, Panzerverbänden und Luftwaffe setze. Durch ihre gewaltigen Munitionsreserven sei die US-Armee fast immer gefechtsbereit. Eine Schwäche der Amerikaner läge aber in der Angst um ihr Material, welches sie nach Vorliebe außerhalb der Reichweite deutscher Abwehrstellungen aufstellten, um dann einen Distanzkampf zu führen. Deshalb empfahl die FHW den deutschen Verbänden, die eigene Hauptkampflinie aufzulockern und nicht an klar ersichtlichen geographischen Punkten festzumachen, da dies die Zielansprachen der Amerikaner erleichtern würde. Generell kritisierte die FHW die Kriegführung der Amerikaner als zu vorsichtig, da US-Truppen stets versuchen würden, eigene Verluste zu minimieren. Amerikanische Infanterie sei in der Bewegung empfindlich für deutsche Gegenstöße, aber ein beachtlicher Gegner im Orts- und Häuserkampf, da sie in großer Zahl Granaten und Flammenwerfer zum Einsatz brächte. Die amerikanischen Soldaten erwiesen sich während der Ardennenoffensive (z. B.: Belagerung von Bastogne) als wesentlich zäher als die ersten Einschätzungen der Jahre 1942/43 ihnen zugetraut hatten. Weiterhin lobte die FHW das mannigfaltige Karten- und Bildmaterial, welches der US-Infanterie zur Verfügung stand. Durchweg hervorragend war nach deutscher Bewertung die amerikanische Artillerie, die sich durch eine große Zahl von Geschützen und Munition ebenso auszeichnete wie durch einen präzisen Beschuss, der deutsche Kampf- und Verlegeoperationen bei Tag wie bei Nacht effektiv behindere und es dabei oft auch noch schaffe, die deutsche Artillerieaufklärung zu verwirren. Die Britische Armee fand bei der FHW besonders für ihre Kommandooperationen und Spezialeinheiten Anerkennung. Die britische Angriffsplanung erschien der FHW aber als behäbig, da die Briten bei Offensivaktionen besonders systematisch und vorsichtig vorgingen, um Gegenangriffe zu vermeiden. Unter den im Verbund mit den Commonwealth eingesetzten multinationalen Exilarmeen sah die FHW die polnischen Verbände als besonders kampfstark. Zum Jahreswechsel 1944/45 bewertete die FHW auch die Kampfkraft der eigenständigen französischen Streitkräfte als beachtlich, auch wenn der deutsche Infanterist seinem französischen Gegner besonders im Nahkampf überlegen sei; die französische Infanterie sei bei mangelnder Panzer- oder Artillerieunterstützung gegen den deutschen Gegner in Schwierigkeiten. Die besten französischen Verbände seien acht erfahrene Divisionen im Brückenkopf Elsass, zu denen auch die französischen Panzerdivisionen gehörten, die sich in der Einschätzung der FHW risikofreudiger und flexibler verhielten als ihre angloamerikanischen Verbündeten. Bei den französischen Kolonialdivisionen erschienen die marokkanischen Verbände aus Sicht der FHW als besonders gefährlich, die anderen Nationalitäten seien im Kampfwert aber eher defizitär. Die aus den Forces françaises de l’intérieur (FFI) neu aufgestellten Verbände seien hingegen eher schwächlich; die ehemals in Kleingruppen organisierten Résistance-Kämpfer seien für den Frontkampf und die Hierarchien der regulären Armee oft nicht geeignet. Gut bewertet wurden hingegen die französische Luftwaffe und Feindaufklärung. Der französischen Armee wurde ein besonders hohes militärisches Wachstumspotenzial diagnostiziert; bis Jahresende 1945 seien über 700.000 neue französische Soldaten in 35 neuen Divisionsverbänden denkbar. Für Belgien, dessen Regierung auf dem befreiten eigenen Territorium ab Jahresende 1944 mit der Rekrutierung neuer Männer begann, veranschlagte die FHW noch einmal bis zu 110.000 neue Soldaten bis zum Jahreswechsel 1945/46.:294–302

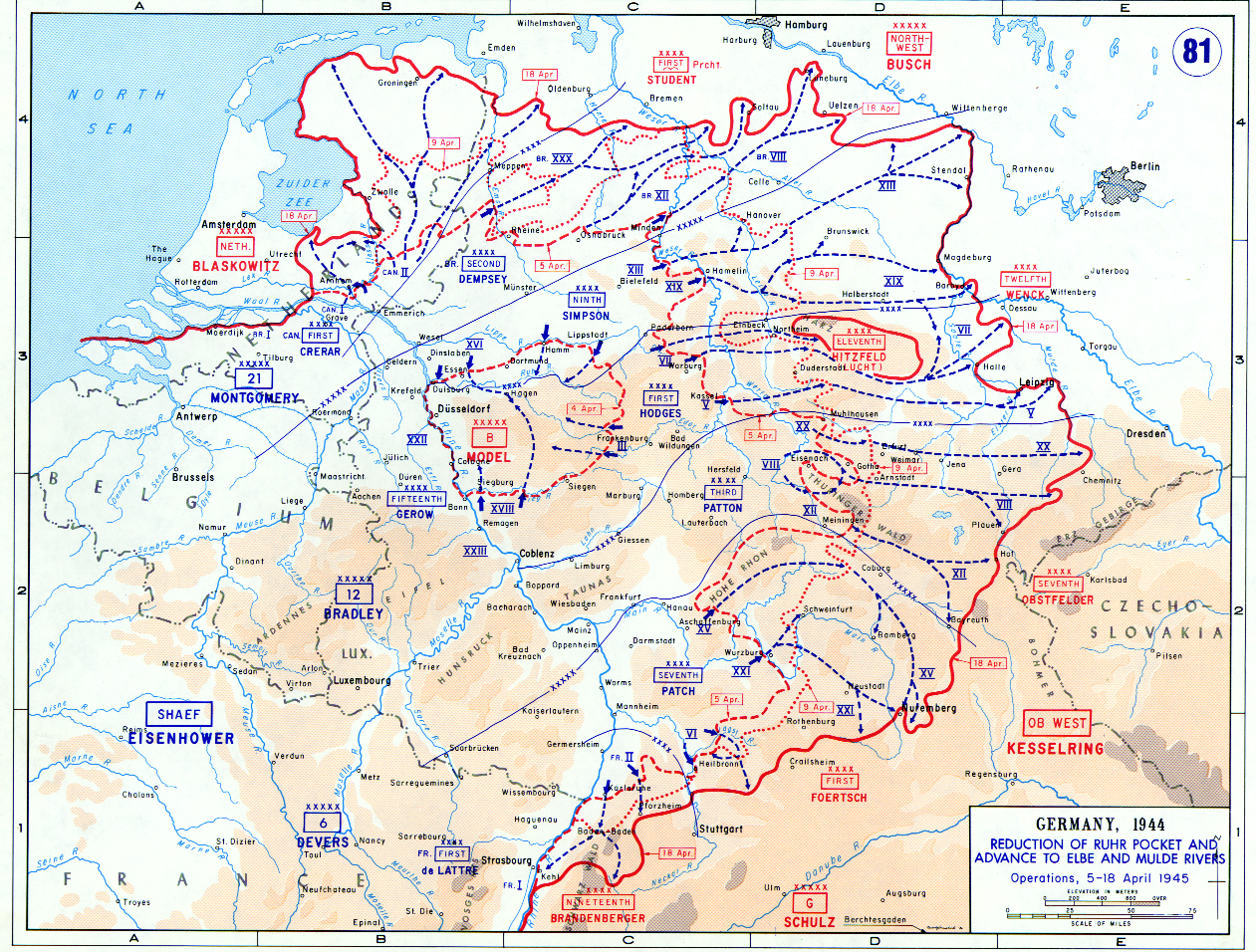
Westfront, April 1945

Die verzweifelte Kriegslage der letzten Monate und die erdrückende Überlegenheit der Westalliierten in Ausrüstung und Mobilität bewegte die FHW am 10. März 1945 zu der Lagebeurteilung, dass die Alliierten in der Lage seien, jederzeit an jedem Teil der Westfront zur Offensive anzutreten. Am 18. März teilte die FHW den Wehrmachtsgeneralen an der Westfront ihre präzisierte Einschätzung mit, dass ein Angriff der 21. Heeresgruppe im Bereich Emmerich–Wesel zu erwarten sei, um die Rheinüberquerung endgültig zu erzwingen. Da Hitler dieser Annahme widersprach (und einen Angriff von Nijmegen und Arnhem erwartete), befahl das durch Hitler unter Druck geratene OKW am 20. März dem Generalstab des Heeres, das künftige FHW-Feindbeurteilungen künftig der Genehmigung des Chefs des Wehrmachtsführungsstabes bedürften. Dieser Befehl wurde aber bereits am Folgetag hinfällig, da die deutsche Feindaufklärung die Angriffsvorbereitung britischer Großverbände am Niederrhein bestätigte (Operation Plunder, ab 23. März).:436

### Kriegsende (1945)
Bereits Ende Februar 1945 wurde FHW aus Zossen evakuiert.:313 Im Zuge der Teilung der deutschen Reichsverteidigung in einen Nord- und Südteil in den letzten Kriegstagen (April 1945) kam FHW in den Südteil und sollte in den Raum Bad Reichenhall verlegt werden. Die Verfügbarkeit von Dienstfahrzeugen und Betriebsstoff war zu diesem Zeitpunkt jedoch bereits so prekär, dass das Personal und Material der FHW auf die Fahrzeuge anderer Abteilungen verteilt werden musste, da die Abteilung nicht mehr in der Lage war, die eigene Mobilität sicherzustellen. Trotzdem versicherte FHW-Chef Bürklin dem Generalstabschef, dass er sich durch Mitführung kritischer Unterlagen in die Lage versetzt habe, die Arbeit der Feindaufklärung schnellstmöglich wieder aufzunehmen.:333
Der FHW-Abteilungsleiter Bürklin versteckte sich in der unmittelbaren Nachkriegszeit u. a. bei der Journalistin Ursula von Kardorff, um einer Gefangennahme durch die Westalliierten zu entgehen.:64f.

## Erinnerungskultur
Ulrich Liß (FHW-Chef 1938–1943) produzierte zwischen 1957 und 1961 mehrere Schriften zu seinen Erinnerungen an die Kriegszeit, zu denen auch seine Memoiren gehörten, die eine der wichtigsten Primärquellen über die FHW sind.:101 Liß konnte mit seinen Veröffentlichungen jedoch nicht annähernd an den Bekanntheitsgrad von FHO-Chef Reinhard Gehlen aufschließen, da Gehlen als BND-Präsident zusätzliche Relevanz errungen und mit der Ostfront den im Kalten Krieg relevanteren Kriegsschauplatz behandelt hatte.:37f. Liß wies in der Nachkriegszeit wiederholt auf die verminderte Rolle hin, die der Feindaufklärung in Kriegsdarstellungen wie denen von Waldemar Erfurth gegeben wurde.

## Historische Rezeption
Eine dezidierte historische Monographie zur Abteilung Fremde Heere West, wie sie der deutsche Historiker Magnus Pahl für die Schwesterabteilung FHO vorgelegt hat, ist bisher nicht erschienen.:101 Stattdessen spielen Einzelaspekte der Arbeit der FHW in jeweils peripheren Studien eine Rolle. Dazu gehören die deutsche Planungen des Westfeldzugs, die FHW-Einschätzungen der gegnerischen Armeen, die Täuschungsoperation der Westalliierten oder die Beteiligung am Attentat vom 20. Juli.

## Wichtige Personen
Die FHW hatte von 1938 bis 1945 drei Abteilungsleiter:
- Ulrich Liß war ab Herbst 1938 Leiter der Abteilung Fremde Heere West, nachdem er zuvor bereits Chef West innerhalb der geeinten Abteilung Fremde Heere gewesen war.[3]:60 Im Jahr 1943 wurde er als Abteilungsleiter abgelöst und an die Front versetzt, wo er am 22. Januar 1945 gefangen genommen wurde. Nach zehn Jahren in sowjetischer Kriegsgefangenschaft betätigte er sich schriftstellerisch,[5] wobei er auch Kriegserinnerungen über den Westfeldzug vorlegte.[36]
- Alexis Freiherr von Roenne war ab 1. März 1943 Leiter der Abteilung FHW.[8]:100 Er wurde später wegen seiner Verstrickung in das Attentat vom 20. Juli 1944 hingerichtet.[10]:165
- Wilhelm Bürklin war der Nachfolger des Freiherrn von Roenne als Leiter der Abteilung FHW.[11]

Außerdem waren folgende Personen in der FHW tätig:
- Herbert Franke, für Ostasien zuständig, wurde mit der Verschiebung der Zuständigkeit für Ostasien zwischen den Abteilungen von FHO zu FHW versetzt.[3]:49
- Georg Alexander Hansen war vor seiner Versetzung im März 1943 ins Amt Ausland/Abwehr Teil der FHW.[8]:103
- Gerhard Graf von Schwerin war 1938/39 zeitweise innerhalb der FHW in der Gruppe USA/England eingesetzt,[39]:64f. bevor er kurz nach Kriegsbeginn versetzt wurde.[40]
- Hans Speidel war in den 1930er-Jahren der Leiter der Ländergruppe West der vereinigten Abteilung Fremde Heere.[4]

### Fachliteratur
- Jürgen Förster: Strategische Überlegungen des Wehrmachtführungsstabes für das Jahr 1943. In: Militärgeschichtliche Mitteilungen. Band 13, Nr. 1, 1973, S. 95–107 (degruyterbrill.com). — Debatten innerhalb der FHW über alliierte Landungsplanungen in Südeuropa
- Winfried Heinemann: Unternehmen „Walküre“: Eine Militärgeschichte des 20. Juli 1944. Walter de Gruyter, Berlin/Boston 2019, ISBN 978-3-11-063275-0. — Verstrickung von Alexis von Roenne in das Attentat vom 20. Juli 1944
- Peter Lieb: Konventioneller Krieg oder NS-Weltanschauungskrieg: Kriegführung und Partisanenbekämpfung in Frankreich 1943–44. R. Oldenbourg Verlag, München 2007, ISBN 978-3-486-70741-0. — Einschätzungen der FHW zur Kampfmoral der Wehrmacht im besetzten Frankreich; Einschätzungen der FHW zum Kampfwert der Westalliierten
- Peter Lieb: Krieg in Nordafrika 1940–1943. Reclam, Ditzingen 2018, ISBN 978-3-15-950515-2. — Einschätzungen der FHW zum Kampfwert der US-Amerikaner in Nordafrika
- Magnus Pahl: Fremde Heere Ost: Hitlers militärische Feindaufklärung. 1. Auflage. Ch. Links Verlag, Berlin 2013, ISBN 978-3-86284-203-2. — Verhältnis von FHO und FHW

### Primärquellen
- Ulrich Liß: Westfront 1939–1940: Erinnerung des Feindbearbeiters im OKH. Neckargemünd 1959. — Memoiren des FHW-Chefs über den Westfeldzug